# Мехран Карими Насери
Мехран Карими Насери (перс. مهران کریمی ناصری; Masjed Soleyman, 1942 — Париз, 12. новембар 2022) био је иранска прогнана особа и избеглица која је живела на Терминалу 1 Шарл де Головог аеродрома у Паризу од 8. августа 1988. до августа 2006. године. Такође је био познат и под именом Сер, Алфред Мехран.

## Детињство
Насери је рођен у Масђед Солејману, у Ирану. Град је био претежно насељен радницима Англо-персијске нафтне компаније. Његов отац је био ирански лекар који је радио за нафтну компанију. Насери је изјавио да је његова мајка била шкотског порекла и да је радила за исту компанију као и његов отац, као медицинска сестра. Септембра 1973. године Насери стиже у Уједињено Краљевство, како би започео трогодишње студије о тадашњој Југославији на Бредфорд Универзитету.

## Протести
Током боравка у Енглеској, марта 1974. године, Насери је учествовао у протестима против тадашњег краља Ирана, Мохамеда Резе Пахлавија. 7. августа 1975. године се враћа у Иран, након што је исцрпео финансијска средства за даље школовање. Према његовима исказима, по повратку у Техеран, бива ухапшен на техеранском међународном Мехрабад аеродрому, и одведен у затвор од стране иранске тајне полиције, САВАК. По сопственим исказима у затвору је провео четири месеца, где је био под сталном физичком тортуром, да би по пуштању из затвора био депортован из Ирана. Новинари нису могли да утврде веродостојност ове приче, али су успели да утврде да је Насери био међу двадесет студената који су ране 1970. године приведени на информативне разговоре након протеста против тада тек уведене регулације Универзитета у Техерану. Извори тврде да студенти након разговора нису хапшени нити били изложени физичким нападима.

## Тумарање по Европи
Након депортације из Ирана, Насери долази у Европу где прво тражи политички азил у Берлину, у Западној Немачкој, где бива одбијен. 1977. године подноси захтев за политички азил у Холандији, где такође бива одбијен. 1978. године покушава да добије азил у Француској, где је још једном одбијен, а затим одбијен и након жалбеног поступка. Иста ствар се дешава 1979. године при тражењу азила у Југославији и Италији. 1980. Године покушава још једном своју срећу у Француској, након чега бива одбијен, и након чега његова жалба бива одбијена. Његова апликација да емигрира у Уједињено Краљевство је одбијена, и након доласка у Лондон, бива депортован са Хитроу аеродрома у Берлин. По доласку у Берлин, западнонемачке власти га депортују на границу са Белгијом, где га Белгија прихвата. Високи комесеријат за избеглице Уједињених нација му даје 7. октобра 1980. године политички азил у Белгији. Насери је живео у Белгији до 1986. године, када је одлучио да се пресели у Уједињено Краљевство. Он тврди да је на путу за Енглеску, на аеродрому у Францсукој покраден, и да су му заједно са торбом покрадена документа издата од стране Високог комесеријата за избеглице УН-а која доказују његов статус у Белгији. И поред тога Насери је успео да уђе на авион за Хитроу аердром, али када је авион слетео у Лондон, како није имао потребна документа, аеродромски службеници су га вратили следећим авионом у Париз. Од тог тренутка почиње његов живот на Шарл де Гол аеродрому у Паризу. Како Насери није имао документа да покаже париским службеницима свој статус избеглице у Белгији, премештен је у Зону за чекање (Zone d'attente), зона предвиђена за путнике без докумената.

## Бирократија
Кристијан Бургет, адвокат људских права, је одлучио да Насерију пружи правну помоћ. 1992. године француски суд је утврдио да Насери не може бити избачен из Француске, јер је у земљу ушао легално као избеглица. Међутим, суд није могао да натера француске власти да издају Насерију избегличку визу нити транзитну визу. Насери је затражио од белгијских власти да поново издају документа која потврђују његов статус избеглице у Белгији. Међутим, белгијске власти су одбиле да документа пошаљу поштом у Француску, већ су тражили да Насери дође лично у Белгију, како би се могао оверити његов идентитет. Према белгисјком закону, избеглица која самовољно напусти Белгију се не може вратити натраг, те су белгијске власти одбиле да издају Насерију привремену визу како би ушао у Белгију да овери свој идентитет и добије натраг документа која доказују његов статус избеглице у Белгији. Под притиском јавности, 1995. године белгијске власти попуштају, и одобравају Насерију да се врати у Белгију, под условом да живи под надзором социјалног радника. Насери одбија, тврдећи да не жели да живи у Белгији, већ у Уједињеном Краљевству.
Године 1999. француске власти издају привремену дозволу, која дозвољава Насерију да живи у Француској, како би напокон напустио аеродром. Насери одбија да потпише документа тврдећи да су документа погрешна. Његово одбијање да потпише документа показују полагано менталну нестабилност која је из године у годину бивала све виша. Средином деведесетих је чак и тврдио да он није из Ирана, да ни не разуме персијски језик и да се зове Сер, Алфред. Крајем осамдесетих, и почетком деведесетих, енглеске власти су му послале писмо, које је почињало са Сер, Алфред, и од тада Насери тврди да је његово име, укључујући и зарез, Сер, Алфред.
Током година Насери се навикао на живот на аеродрому. Купао се у купатилу на терминалу на којем је живео, и свако јутро се дизао у 05 часова, када је аеродром примао путнике за јутарње летове. Особље које је радило на терминалу му је прало веш и поклонили су му један кауч. Већину времена је провео слушајући радио, читајући књиге и пишући свој дневник. Његов дневник је претворен у књигу и објављен као аутобиографија – Човек на терминалу.  978-0-552-15274-7, у сарадњи са британским писцем Ендру Донкином. Његова књига је објавњена у Енглеској, Немачкој, Пољској, Јапану и Кини. Критичари у британским новинама Сандеј Тајмс су описали књигу као “веома узнемирујућу и бриљантну”. Насери је ретко разговарао са било ким на терминалу. Са свим својим торбама и кутијама изгледао је као и сваки други путник, тако да људи нису ни обраћали пажњу на њега.
Насеријев живот на аеродрому је завршен августа 2006. године када је провео кратко време у болници. По изласку из болнице о њему се стара локална грана француског Црвеног Крста близу Шарл де Гола. Они су му привремено обезбедили хотелску собу близу аеродрома. 6. марта 2007. године бива пребачен у Емус, центар за људе без дома.

## Инспирација за књиге и филмове
Насеријева животна прича је била инспирација за француски филм из 1993. године, под називом Изгубљен у транзиту. Петнаестогодишње чекање је прича америчког аутора Мајкл Патернитија у наставцима објављена у GQ магазину. Алексис Кјурос је направио документарни филм о Насерију под називом Чекајући Годоа на де Голу 2000. године.
Верује се да је Насер био и инспирација за холивудски филм Терминал, са Томом Хенксом у главној улози. Стивен Спилберг и Дримворкс студио су увек говорили да филм нема никакве везе са Насеријем. Један извештај у Гардијуану међутим наводи да је Спилбергова компанија Дримворк платила $250.000 Насерију за права како би снимили филм. Према неким репортажама у новинама, Насери је био узбуђен око филма, и рекао да је његово “интересовање у Америку порасло управо због филма”, и да би волео да га види.